# Microsoft Safety Scanner
O Microsoft Safety Scanner é um detector de vírus semelhante à Ferramenta de Remoção de Software Mal-intencionado do Windows que pode ser utilizado para localizar e eliminar ameaças como vírus e malwares. É gratuito e não requer instalação no PC. Este programa foi lançado no dia 15 de abril de 2011, após a descontinuação do Verificador de Segurança Windows Live OneCare.
O Microsoft Safety Scanner não é para ser utilizado como uma ferramenta do dia a dia, uma vez que não fornece proteção em tempo real contra vírus, não consegue atualizar suas definições de vírus e expira após dez dias. Por outro lado, pode ser executado em um computador que já tem um antivírus sem qualquer interferência na performance. O produto utiliza o mesmo mecanismo de detecção e de definições de malware que o Microsoft Security Essentials e o Microsoft Forefront Endpoint Protection utilizam.

## Restrição de licença
Desde 24 de julho de 2011, parte do contrato de licença de usuário final do Microsoft Safety Scanner que restringe seu uso se lê:
| “ | 1. DIREITOS DE INSTALAÇÃO E USO. Você poderá instalar e usar uma cópia do software em seu dispositivo para criar, desenvolver e testar seus programas. | ” |